# Freya Skye
Freya Skye Jones este o cântăreață, compozitoare și actriță engleză. Ea a reprezentat Regatul Unit la Concursul Muzical Eurovision Junior 2022, după care a semnat contracte cu Hollywood Records și Disney Music Publishing ca și compozitoare. Skye a obținut, de asemenea, un contract de talente pentru proiecte viitoare cu Disney Branded Television. Ca actriță, a apărut în The Next Step și și-a făcut debutul în cinematografie în rolul Novei Bright în Zombies 4: Dawn of the Vampires.